# Stazione di Catania Marittima
La stazione di Catania Marittima era una stazione solo per merci posta all'interno del Porto di Catania che sovrintendeva alle operazioni di carico, scarico e movimentazione delle merci tra treno e nave e alla circolazione delle tradotte in manovra sul raccordo di collegamento con Catania Centrale.

## Storia
La stazione di Catania Marittima nacque poco dopo la costruzione della ferrovia Messina-Catania ad opera della Società Vittorio Emanuele; venne aperta all'esercizio il 1º luglio 1869, il giorno in cui la stazione di Catania Centrale venne collegata al fascio binari del porto mediante un raccordo in discesa lungo 914 metri. Il 3 gennaio 1867 era stato aperto all'esercizio il tronco ferroviario Giardini-Catania della ferrovia Catania – Messina (il cui primo tratto era stato inaugurato alla fine dell'anno precedente). Si era evidenziata infatti l'urgenza di collegare il porto alle zone produttive della fascia orientale e, soprattutto per attrarre verso il porto di Catania la produzione zolfifera di Villarosa e dell'area centro-orientale dell'Isola che prima vertevano sui porti di Palermo e Porto Empedocle. La stazione centrale stessa era stata costruita nell'area delle raffinerie di zolfo (ove ora sorge il Centro fieristico le Ciminiere) a nord della città. Nella metà degli anni trenta venne ampliato il porto di Catania con la costruzione del grande molo Crispi, lungo il quale vennero stesi i binari, ampliando il fascio della stazione marittima e realizzando il secondo varco di accesso denominato proprio Varco Crispi. La stazione marittima ha subito un calo di importanza in seguito alla diminuzione del trasporto dello zolfo e dei suoi derivati e all'abbandono del trasporto a carro da parte delle FS. La stazione era presenziata da un Dirigente Movimento o da un Capogestione che, oltre alla gestione commerciale del traffico, disciplinava anche la circolazione delle tradotte in manovra provenienti o dirette alla Stazione Centrale previo nulla-osta scambiato con la Cabina ACEI di quest'ultima. La stazione ha iniziato a diminuire la sua attività già all'inizio degli anni ottanta in seguito al progressivo abbandono del traffico interno di scambio treno-nave.

## Caratteristiche
La stazione comprendeva il fascio di binari poste lungo le banchine, il Molo Centrale e il Molo Crispi. Ad essa si accedeva dal raccordo in discesa lungo 914 m proveniente dalla stazione Centrale che al termine si divideva, mediante uno scambio verso i due accessi detti Varco Crispi e Varco Centrale, quest'ultimo fiancheggiante la Stazione Porto della ferrovia Circumetnea che parallelamente stendeva i suoi binari. La circolazione avveniva sempre in regime di manovra con presenziamento a terra nell'ultimo tratto. Per le esigenze di movimentazione e manovra dei carri merci veniva utilizzata una locomotiva a vapore fornita dal Deposito Locomotive di Catania in turno fino ai primi anni settanta. In seguito venne fornita solo all'occorrenza una locomotiva diesel da manovra; viene ancora utilizzato, in maniera saltuaria, il solo Varco Centrale, mentre la stazione è dismessa.